# 玉城町福祉バス
玉城町福祉バス（たまきちょうふくしバス）は、三重県度会郡玉城町のコミュニティバス。

## 沿革
1997年に玉城町内で三重交通が運行していた路線バス（野中線）が一部廃止したのに伴い、町営の福祉バスを運行開始した。

### 年表
- 1997年（平成9年） - 玉城町福祉バスの運行開始。
- 2000年（平成12年）11月13日 - 小俣町福祉バスと相互連絡開始[1]。
- 2010年（平成22年）8月1日 - 田丸・下外城田路線を廃止[2]。
- 2011年（平成23年）1月1日 - 従来路線をすべて廃止。保健福祉会館・小俣図書館間（玉城病院経由）の運行のみとなる。

## 現行路線
- 保健福祉会館 - 玉城病院 - 小俣図書館

## 廃止路線

### 外城田路線
- 保健福祉会館 → 役場 → 原（東町） → 山神 → 保健福祉会館
  - 水曜運休
  - 2011年1月1日廃止

### 田丸・下外城田路線
- 保健福祉会館 - 役場 - 曽根 - 濱塚団地 - 役場 - 保健福祉会館
  - 水曜運休
  - 2010年8月1日廃止

### 有田路線
- 保健福祉会館 → 役場 → 世古 → 久保 → 保健福祉会館
- 保健福祉会館 → 役場 → 世古 → 久保 → 小俣町図書館 → 保健福祉会館
  - 水曜運休
  - 2011年1月1日廃止

### さくら号
- 保健福祉会館 → 小俣町図書館 → 長更公民館 → 保健福祉会館
  - 水曜運休
  - 2011年1月1日廃止

## 運賃
無料

## 車両
- 自家用（白ナンバー）のマイクロバスを使用。